# Rydebacke
Rydebacke är en bebyggelse vid nordvästra änden av  Stora Öresjön i Sätila socken i Marks kommun. Mellan 2015 och 2020 avgränsade SCB här en småort.